# Copa de los Países Bajos 2015-16
La Copa de los Países Bajos 2015-16 fue la 98.ª edición del torneo. Se inició el 26 de agosto de 2015 y concluyó el 24 de abril del siguiente año. La final se jugó en el Stadion Feyenoord.
El campeón fue el Feyenoord, que venció en la final al Utrecht por 2-1 en el Stadion Feyenoord, en lo que se trató de su 12° título de copa. La victoria en la final le dio un cupo a la Liga Europa de la UEFA 2016-17 desde la ronda de fase de grupos. Además jugó la Supercopa de los Países Bajos 2016 contra el campeón de la Eredivisie 2015-16.

## Calendario
El calendario para la Copa de los Países Bajos 2015-16 fue el siguiente.
| Ronda            | Fechas                            |
| ---------------- | --------------------------------- |
| Primera Ronda    | 26 de agosto de 2015              |
| Segunda Ronda    | 22, 23 y 24 de septiembre de 2015 |
| Tercera Ronda    | 27, 28 y 29 de octubre de 2015    |
| Octavos de final | 15, 16 y 17 de diciembre de 2015  |
| Cuartos de final | 2, 3 y 4 de febrero de 2016       |
| Semifinales      | 2 y 3 de marzo de 2016            |
| Final            | 24 de abril de 2016               |

Fuente: Asociación de Fútbol holandesa Real

## Equipos participantes
Los clubes participantes se compusieron por: (equipos de reserva están excluidos)
| Competición (tiers y cómo cualificaron)                                                                                          | Número de equipos | Ronda en qué introducen |
| --- | ----------------- | ----------------------- |
| Eredivisie, Eerste Divisie | 35                | Segunda ronda           |
| Derde Divisie (3, campeones y ganadores de títulos del Derde Divisie 2014–15)                                                    | 10                | Segunda ronda           |
| Derde Divisie (Equipos restantes de la Derde Divisie 2015–16)                                                                    | 16                | Primera ronda           |
| KNVB District Cup (15 de nivel 4, 4 de nivel 5, 2 de nivel 6 y 3 de nivel 7, Los semifinalistas de la KNVB District Cup 2014–15) | 24                | Primera ronda           |

## Primera Ronda
Los equipos amateurs únicos compiten en esta ronda. Los partidos estuvieron jugados el 26 de agosto de 2015. Debido a pesado rainfall cuatro partidos estuvieron abandonados durante el juego y acabó una semana más tarde el 2 de septiembre de 2015.
|  | Local | vs. | Visita |  |  |

|  | Local | vs. | Visita |  |  |

|  | Local | vs. | Visita |  |  |

|  | Local | vs. | Visita |  |  |

|  | Local | vs. | Visita |  |  |

|  | Local | vs. | Visita |  |  |

|  | Local | vs. | Visita |  |  |

|  | Local | vs. | Visita |  |  |

|  | Local | vs. | Visita |  |  |

|  | Local | vs. | Visita |  |  |

|  | Local | vs. | Visita |  |  |

|  | Local | vs. | Visita |  |  |

|  | Local | vs. | Visita |  |  |

|  | Local | vs. | Visita |  |  |

|  | Local | vs. | Visita |  |  |

|  | Local | vs. | Visita |  |  |

|  | Local | vs. | Visita |  |  |

|  | Local | vs. | Visita |  |  |

|  | Local | vs. | Visita |  |  |

|  | Local | vs. | Visita |  |  |

|  | Local | vs. | Visita |  |  |

## Segunda Ronda
Los ganadores de la primera ronda compiten en contra todos los clubes profesionales.
|  | Local | vs. | Visita |  |  |

|  | Local | vs. | Visita |  |  |

|  | Local | vs. | Visita |  |  |

|  | Local | vs. | Visita |  |  |

|  | Local | vs. | Visita |  |  |

|  | Local | vs. | Visita |  |  |

|  | Local | vs. | Visita |  |  |

|  | Local | vs. | Visita |  |  |

|  | Local | vs. | Visita |  |  |

|  | Local | vs. | Visita |  |  |

|  | Local | vs. | Visita |  |  |

|  | Local | vs. | Visita |  |  |

|  | Local | vs. | Visita |  |  |

|  | Local | vs. | Visita |  |  |

|  | Local | vs. | Visita |  |  |

|  | Local | vs. | Visita |  |  |

|  | Local | vs. | Visita |  |  |

|  | Local | vs. | Visita |  |  |

|  | Local | vs. | Visita |  |  |

|  | Local | vs. | Visita |  |  |

|  | Local | vs. | Visita |  |  |

|  | Local | vs. | Visita |  |  |

|  | Local | vs. | Visita |  |  |

|  | Local | vs. | Visita |  |  |

|  | Local | vs. | Visita |  |  |

|  | Local | vs. | Visita |  |  |

|  | Local | vs. | Visita |  |  |

|  | Local | vs. | Visita |  |  |

|  | Local | vs. | Visita |  |  |

|  | Local | vs. | Visita |  |  |

|  | Local | vs. | Visita |  |  |

|  | Local | vs. | Visita |  |  |

## Tercera Ronda
Los 32 ganadores del progreso de ronda anterior a esta etapa.
|  | Local | vs. | Visita |  |  |

|  | Local | vs. | Visita |  |  |

|  | Local | vs. | Visita |  |  |

|  | Local | vs. | Visita |  |  |

|  | Local | vs. | Visita |  |  |

|  | Local | vs. | Visita |  |  |

|  | Local | vs. | Visita |  |  |

|  | Local | vs. | Visita |  |  |

|  | Local | vs. | Visita |  |  |

|  | Local | vs. | Visita |  |  |

|  | Local | vs. | Visita |  |  |

|  | Local | vs. | Visita |  |  |

|  | Local | vs. | Visita |  |  |

|  | Local | vs. | Visita |  |  |

|  | Local | vs. | Visita |  |  |

|  | Local | vs. | Visita |  |  |

## Octavos de final
Los 16 ganadores de la ronda anterior.
| 15 de diciembre de 2015, 18:30 | HHC Hardenberg (3)        | 2:0 (0:0) | NEC Nijmegen (1) | Sportpark De Boshoek, Hardenberg                          |                                                           |
|                                | Kobussen 48' · Krohne 78' |           |                  | Asistencia: 3,000 espectadores Árbitro(s): Danny Makkelie | Asistencia: 3,000 espectadores Árbitro(s): Danny Makkelie |

| 15 de diciembre de 2015, 20:00 | Excelsior '31 (4) | 1:3 (1:1) | Den Bosch (2)                             | Sportpark De Koerbelt, Rijssen                                    |                                                                   |
|                                | Vosskuhler 37'    |           | Slivka 10' · Zeldenrust 59' · Bodaert 75' | Asistencia: 1,500 espectadores Árbitro(s): Martin van den Kerkhof | Asistencia: 1,500 espectadores Árbitro(s): Martin van den Kerkhof |

| 15 de diciembre de 2015, 20:45 | Roda JC (1)                        | 3:1 (2:0) | Heerenveen (1)        | Parkstad Limburg Stadion, Kerkrade                    |                                                       |
|                                | Juric 18', 26' (pen.) · Ngombo 89' |           | Van Peppen 66' (a.g.) | Asistencia: 7,258 espectadores Árbitro(s): Kevin Blom | Asistencia: 7,258 espectadores Árbitro(s): Kevin Blom |

| 16 de diciembre de 2015, 18:30 | Achilles '29 (2) | 0:5 (0:2) | Utrecht (1)                                     | Sportpark De Heikant, Groesbeek |                           |
|                                |                  |           | Haller 5', 48', 50' · Barazite 8' · Joosten 64' | Árbitro(s): Dennis Higler       | Árbitro(s): Dennis Higler |

| 16 de diciembre de 2015, 19:45 | Kozakken Boys (3) | 1:3 (0:1) | AZ Alkmaar (1)                                 | Sportpark De Zwaaier, Werkendam                          |                                                          |
|                                | Jongeneel 72'     |           | Gouweleeuw 41' (pen.), 83' (pen.) · Mühren 88' | Asistencia: 4,400 espectadores Árbitro(s): Siemen Mulder | Asistencia: 4,400 espectadores Árbitro(s): Siemen Mulder |

| 16 de diciembre de 2015, 20:00 | VV Capelle (3)                 | 2:3 (1:0) | VVSB (3)                             | Stadion Woudestein, Róterdam                              |                                                           |
|                                | van der Sande 33' · Balrak 89' |           | Jozic 49' · Parami 70' · Serbony 78' | Asistencia: 2,800 espectadores Árbitro(s): Christiaan Bax | Asistencia: 2,800 espectadores Árbitro(s): Christiaan Bax |

| 16 de diciembre de 2015, 20:00 | Heracles Almelo (1)           | 2:3 (1:1) | PSV Eindhoven (1)                      | Polman Stadion, Almelo                                   |                                                          |
|                                | Bel Hassani 18' · Tannane 50' |           | Locadia 36', 90+1' · Castro 69' (a.g.) | Asistencia: 7,874 espectadores Árbitro(s): Björn Kuipers | Asistencia: 7,874 espectadores Árbitro(s): Björn Kuipers |

| 17 de diciembre de 2015, 20:45 | Feyenoord (1)           | 2:1 (0:1) (t. s.) | Willem II (1) | De Kuip, Róterdam                                      |                                                        |
|                                | Vilhena 88' · Kuyt 119' |                   | Andersen 25'  | Asistencia: 47,500 espectadores Árbitro(s): Ed Janssen | Asistencia: 47,500 espectadores Árbitro(s): Ed Janssen |

## Cuartos de final
Los 8 ganadores de la ronda anterior.
| 2 de febrero de 2016, 20:45 | AZ Alkmaar (1) | 1:0 (1:0) | HHC Hardenberg (3) | AFAS Stadion,                                             |                                                           |
|                             | Janssen 9'     |           |                    | Asistencia: 7,623 espectadores Árbitro(s): Pol van Boekel | Asistencia: 7,623 espectadores Árbitro(s): Pol van Boekel |

| 3 de febrero de 2016, 18:30 | Den Bosch (2)              | 2:3 (2:0) | VVSB (3)                                   | De Vliert, 's-Hertogenbosch                                |                                                            |
|                             | Carlone 21' · Khalouta 31' |           | Bekooy 82' · Van der Slot 83' · Parami 87' | Asistencia: 5,266 espectadores Árbitro(s): Jochem Kamphuis | Asistencia: 5,266 espectadores Árbitro(s): Jochem Kamphuis |

| 3 de febrero de 2016, 20:45 | Roda JC (1) | 0:1 (0:0) (t. s.) | Feyenoord (1)  | Parkstad Limburg Stadion, Kerkrade                     |                                                        |
|                             |             |                   | Botteghin 105' | Asistencia: 12,595 espectadores Árbitro(s): Ed Janssen | Asistencia: 12,595 espectadores Árbitro(s): Ed Janssen |

| 4 de febrero de 2016, 20:45 | PSV Eindhoven (1)  | 1:3 (0:2) | Utrecht (1)                     | Philips Stadion, Eindhoven                                   |                                                              |
|                             | Leeuwin 74' (o.g.) |           | Ramselaar 32', 58' · Haller 41' | Asistencia: 20,000 espectadores Árbitro(s): Richard Liesveld | Asistencia: 20,000 espectadores Árbitro(s): Richard Liesveld |

## Semifinal
Los 4 ganadores de la ronda anterior.
| 2 de marzo de 2016, 20:45 | Utrecht                                                 | 3:0 (0:0) | VVSB | Stadion Galgenwaard, Utrecht                              |                                                           |
|                           | Van der Slot 73' (autogol) · Haller 75' · Joosten 90+1' |           |      | Asistencia: 23,750 espectadores Árbitro(s): Dennis Higler | Asistencia: 23,750 espectadores Árbitro(s): Dennis Higler |

| 3 de marzo de 2016, 20:45 | Feyenoord                                              | 3:1 (1:0) | AZ Alkmaar    | Stadion Feijenoord, Róterdam                               |                                                            |
|                           | Henriksen 15' (autogol) · Kramer 78' · Kuyt 85' (pen.) |           | 46' Henriksen | Asistencia: 47,500 espectadores Árbitro(s): Danny Makkelie | Asistencia: 47,500 espectadores Árbitro(s): Danny Makkelie |

## Final
Los 2 ganadores de la ronda anterior disputan la final. El ganador de la semifinal entre Feyenoord y AZ está marcado como el equipo local en la final, cuando aquello era el primer partido para ser dibujado en el sorteo para las semifinales.
| 24 de abril de 2016, 18:00 | Feyenoord                        | 2:1 (1:0) | Utrecht     | Stadion Feijenoord, Róterdam                              |                                                           |
|                            | Kramer 42' · Bednarek 75' (a.g.) |           | 51' Leeuwin | Asistencia: 45,592 espectadores Árbitro(s): Björn Kuipers | Asistencia: 45,592 espectadores Árbitro(s): Björn Kuipers |

|                                        |
| Bandera de los Países Bajos            |
| Campeón Feyenoord Rotterdam 12º título |